# Cappelle-la-Grande
Cappelle-la-Grande (in olandese Kapelle) è un comune francese di 8 231 abitanti situato nel dipartimento del Nord nella regione dell'Alta Francia.
Si trova 2 km a sud di Dunkerque, a 6 km dalla costa del mare del Nord e a 15 km dal confine col Belgio.
Nella località si svolge dal 1985 il torneo open di scacchi di Cappelle-la-Grande, al quale partecipano circa 600 giocatori provenienti da tutto il mondo.

## Società

### Evoluzione demografica
Abitanti censiti